# Yamaha SY99

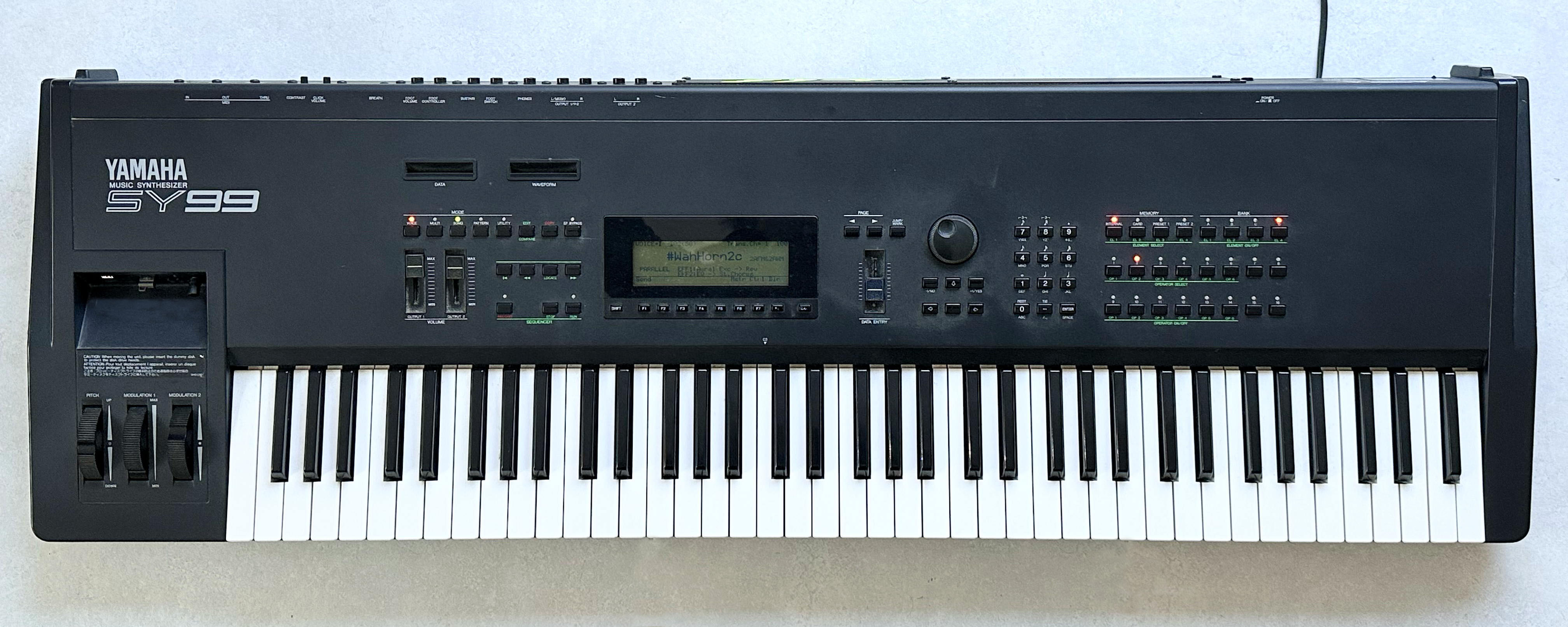

Der Yamaha SY99 war ein 1991 veröffentlichter Musik-Synthesizer der gehobenen Klasse. Der japanische Konzern Yamaha brachte ihn als Nachfolger des 1989 veröffentlichten SY77 heraus. Im weitesten Sinn stehen beide Geräte in der Tradition des Erfolgsmodells von 1983, dem Yamaha DX7. 1991 war der direkte Konkurrent des SY99 der zeitgleich erschienene Kurzweil K2000. Der Kaufpreis lag bei etwa 7000 DM. Große Namen der damaligen Pop-Szene wie Brian Eno, Toto oder Vangelis nutzten und bewarben dieses Gerät.

## Klangerzeugung
Auf den 76 anschlagsdynamischen, aber nicht gewichteten Kunststofftasten des Yamaha SY99 konnte man 32-stimmig polyphon spielen, also bis zu 32 Tasten gleichzeitig bedienen. Aftertouch, drei Modulationsräder und ein Eingang für einen Blaswandler erlaubten sehr vielfältige Modulationsmöglichkeiten. Die Programmierung geschah über ein monochromes Display und Knöpfe. Der SY99 erzeugte seine Klänge über zwei Verfahren, die damals als etabliert galten, aber nicht so üppig ausgestattet in einem Gerät existierten:
- die Frequenzmodulation (FM-Synthese), bei der einfache Wellenformen wie ein Sinus oder Sägezahn durch andere, ebenso einfache Wellen moduliert wurden. FM-Klänge waren seit dem DX7 bekannt für ihre Glockigkeit und oft schneidende Schärfe; sie konnten aber auch tiefe, warme Bässe herstellen, wie man sie von den viel älteren Synthesizern kennt, bei denen auch mehrere Oszillatoren schwangen, jedoch ohne sich über Trägerwellen gegenseitig zu modulieren.
- die Sample-basierte subtraktive Synthese, welcher real aufgenommene Klänge – im Grunde Klangschnipsel – zugrunde lagen. Dabei konnten sowohl fest eingespeicherte Samples wie auch selbst erzeugte Samples genutzt werden.

Beide Verfahren ließen sich mischen, besser: verschalten, sodass man zum Beispiel einen gesampelten Streicherklang durch das FM-Modul modifizieren konnte. Damit war er der erste Synthesizer, bei welchem eigene, in das Gerät geladene Samples als Input-Oszillator einer FM-Synthese genutzt werden konnten. Die sehr komplexen Modulationsmöglichkeiten, Hüllkurven mit mehr Parametern als bei bisherigen Synthesizern, eine umfangreiche und ebenfalls per LFO oder live-Controllern modulierbare Effektsektion und die Überlagerung oder Verschränkung von bis zu 2 verschiedenen Samples und 2 FM-Tongeneratoren ermöglichte eine der Stärken des Geräts: Klänge, die sich bei einem einzigen Tastendruck unendlich lange entwickelten, ohne sich zu wiederholen; sie behielten nur ihre Selbstähnlichkeit bei. In vielen Musikproduktionen wurden diese vorgegebenen „Presets“ ohne weitere Programmierung eingesetzt. Trotz ihrer Vielfalt waren sie für Experten wiedererkennbar. Der SY99 wurde mit 128 Presets ausgeliefert und ließ Platz für 128 vom Anwender programmierte Klänge. Der Demo-Song, der als Werbung für die Klangvielfalt mit dem Betriebssystem geliefert wurde, hieß „99 flavors“ (99 Geschmackstöne) und war von Chick Corea komponiert.
Zu der für damalige Verhältnisse üppigen Ausstattung gehörte der Speicherplatz. Der Arbeitsspeicher (RAM) war 1/2 Megabyte groß, und man konnte ihn über Steckmodule („cards“) erweitern. Sowohl interne wie Karten-basierte RAM-Speicher sind batteriegepuffert, wodurch sie nach etwa 10–15 Jahren einen Austausch der Batterie erfordern. Die 2 Batterien für das interne RAM sind aufgelötet, lassen sich allerdings austauschen, wodurch der SY99 heute noch genutzt werden kann. Klangprogramme, Samples und Songs ließen sich über ein eingebautes Laufwerk auf 720KB DSDD Disketten (3½ Zoll) abspeichern. Dieses wurde bei vielen heute noch verwendeten SY99 durch ein USB-Stick Interface ersetzt, da Floppy-Laufwerke meist aufgrund der Alterung der Gummi-Antriebsriemen heute oft nicht mehr funktionieren. Songs komponierte und arrangierte man über den 16-spurigen Sequenzer. Der Arbeitsspeicher des Sequenzers verwaltete maximal 10 Songs und insgesamt 27.000 Einzelnoten. Das Format war Midi. Aufgrund seiner vielfältig konfigurierbaren MIDI-OUT Konfigurationen, und der Möglichkeit, eine für die damalige Zeit beachtliche Vielfalt verschiedener Instrumente wie Orgel, Klavier, E-Piano, Schlagzeug, Flöten, Streicher oder Blechblasinstrumente zu imitieren, wobei die Tastatur auch für zwei verschiedene Instrumente aufgeteilt werden konnte (Split), wurde der SY99 auch live oft als Masterkeyboard für weitere Soundmodule eingesetzt.
Wenige Jahre nach dem Erscheinen des SY99 wurden Hardware-Synthesizer weitgehend von Software-Synthesizern verdrängt. Somit war der Yamaha SY99 einer der letzten großen Synthesizer seiner Art.